# بخش ووهو
بخش ووهو (به لاتین: Wuhou District) یک منطقهٔ مسکونی در چین است که در چنگدو واقع شده‌است. بخش ووهو ۷۶٫۵۶ کیلومتر مربع مساحت و ۱٬۰۸۳٬۸۰۶ نفر جمعیت دارد.